# پائولو بنوینوتی
پائولو بنوینوتی (ایتالیایی: Paolo Benvenuti؛ زادهٔ ۳۰ ژانویهٔ ۱۹۴۶) فیلم‌نامه‌نویس، تهیه‌کننده، و کارگردان اهل ایتالیا است.
او برای درام تاریخی سیاه‌وسفید Gostanza da Libbiano در سال ۲۰۰۰، موفق به کسب جایزه ویژه هیئت داوران از جشنواره بین‌المللی فیلم لوکارنو شد.